# Antocha (Antocha) nebulosa
Antocha (Antocha) nebulosa is een tweevleugelige uit de familie steltmuggen (Limoniidae). De soort komt voor in het Oriëntaals gebied.